# Jagera javanica
Jagera javanica là một loài thực vật có hoa trong họ Bồ hòn. Loài này được (Blume) Kalkman mô tả khoa học đầu tiên năm 1953.